# 34 Circe
Circe (asteroide 34) é um asteroide da cintura principal com um diâmetro de 113,54 quilómetros, a 2,3932786 UA. Possui uma excentricidade de 0,1087005 e um período orbital de 1 607,13 dias (4,4 anos).
Circe tem uma velocidade orbital média de 18,17640302 km/s e uma inclinação de 5,50356º.
Este asteroide foi descoberto em 6 de abril de 1855 por Jean Chacornac.
Foi batizado em honra de Circe, a deusa grega da feitiçaria.